# World Football Challenge
World Football Challenge (em português: Desafio Mundial de Futebol) foi um torneio de futebol amistoso, disputado nos Estados Unidos e no Canadá durante a pré-temporada (julho e agosto). Foi realizado de 2009 a 2012, quando foi substituído pela Internacional Champions Cup. O primeiro campeão foi o Chelsea, da Inglaterra, e o último campeão foi o Real Madrid, da Espanha.

## Regras
O torneio não é eliminatório. No quadrangular, o vencedor ganha três pontos, o vencedor nos pênaltis, dois, e o perdedor nos pênaltis, um. Ganha-se 1 ponto extra a cada gol que o time marcar (Essa regra vale até 3 gols). Quem somar mais pontos ao final das três rodadas será o campeão. De acordo com o regulamento, se os dois primeiros colocados se enfretarem na última rodada (como foi o caso da primeira edição), o vencedor da partida é o campeão, não importa a pontuação.

## Edições
| Ano           | Campeão     | Vice-campeão      |
| ------------- | ----------- | ----------------- |
| 2012 Detalhes | Real Madrid | Chelsea           |
| 2011 Detalhes | Real Madrid | Manchester United |
| 2009 Detalhes | Chelsea     | América           |